# Xanthodermin
Xanthodermin ist ein Pilzgift aus dem Karbol-Egerling (synonym Karbol-Champignon, Agaricus xanthoderma) mit dem sehr seltenen Strukturelement eines Phenylhydrazins. Strukturverwandt mit Xanthodermin ist das homologe Agaritin mit einer Hydroxymethyl- anstelle der phenolischen OH-Gruppe, das im Zucht-Champignon vorkommt.

## Eigenschaften
Xanthodermin ist autoxidabel. Aufgrund dieser Eigenschaft beruht die Gelbfärbung des Karbol-Champignons bei Verletzung der weißen Haut und beim Zubereiten. Es entstehen durch Dehydrierung ein tiefgelbes Mono-Hydrazon des 1,4-Benzochinons (siehe Reaktionsschema). Die Struktur wurde erst 1985 aufgeklärt und anschließend synthetisiert.

## Vorkommen
Xanthodermin kommt im weit verbreiteten Karbol-Egerling (synonym Karbol-Champignon, Agaricus xanthoderma) neben Agaricon vor und ist auch für die Giftigkeit und antibiotische Wirkung des Pilzes verantwortlich. Der Baustein 4-Hydroxy-phenylhydrazin und dessen Glucuronid sind Stoffwechselprodukte des ebenfalls toxischen und mutagenen Phenylhydrazins. Von Xanthodermin selbst liegen Untersuchungen über seine cytotoxische Wirkung vor. Es ist wesentlich wirksamer als das in Flechten vorkommende ortho-Isomer (IC50 = 1,6 μM in B16-Zellen).